# 고영민
고영민(高永民, 1984년 2월 8일~)은 대한민국의 야구 선수, 지도자이다. 선수 시절 포지션은 내야수, 외야수였으며 현재 KBO 리그 롯데 자이언츠의 작전/주루코치를 맡고 있다. 2002년부터 2017년까지 KBO 리그의 두산 베어스에서 활동했다.

## 선수 경력

### 아마추어 경력
서울 성남고등학교 시절 박경수와 이루었던 키스톤 콤비가 강해 두산 베어스의 지명은 2003년 그의 성남고 1년 후배인 내야수 박경수의 지명을 위한 사전 포석이었다. 그러나 박경수는 2003년에 계약금 3억 8,000만원을 제시한 두산 베어스가 아닌 4억 3,000만원을 제시한 LG 트윈스에 입단하였다.

### 두산 베어스
2007년부터 두각을 드러내 2008년 베이징 올림픽 우승에 기여하는 등 좋은 활약을 보였으나 이후에는 점점 하락세를 보였는데 그나마 2011년 3번으로 등번호를 바꿨지만 이 해 6도루에 그쳐 6년 연속 두자릿수 도루에 실패했으며 다음 해부터 신인 시절 등번호였던 14번으로 교체했는데 이 등번호는 사와무라의 영향 탓인지  일본에서 투수들이 달고 있다.
2012년 8월에 2군으로 내려가 시즌 아웃되며 포스트시즌 엔트리에서 제외됐다. 2013년에 FA 대상이 됐으나 계속된 성적 부진으로 인해 취소됐고, 2014년에 FA 자격을 취득했다.

#### 2015년 한국시리즈
1~4차전에서 당시 같은 팀이었던 오재일, 로메로가 안 좋은 모습을 보였고, 5차전에서 선발 출장해 2타점 적시타와 정인욱의 와일드 피치 때 홈으로 파고드는 과감한 주루 플레이로 추가 득점을 올리며 팀이 14년 만에 우승하는데 크게 기여했다.

## 국가대표팀 경력

### 2008년 베이징 올림픽
타율 0.208, 장타율 0.269, 출루율 0.333, 6득점, 5타점, 1도루, 1실책

### 2009년 월드 베이스볼 클래식
- 2009년 3월 16일 본선 멕시코 전(펫코 파크) : 5회초, 선발 2루수였던 정근우를 대신해 출장, 3타수 2안타, 1홈런, 1타점, 2득점

| 팀 | 1 | 2 | 3 | 4 | 5 | 6 | 7 | 8 | 9 | R | H  | E |
| 멕시코 | 0 | 2 | 0 | 0 | 0 | 0 | 0 | 0 | 0 | 2 | 9  | 1 |
| 대한민국 | 0 | 2 | 0 | 1 | 1 | 0 | 4 | 0 | X | 8 | 12 | 1 |
| 승리 투수: 정현욱 패전 투수: 올리버 페레스 홈런: 한국 – 이범호 (2회 1사, 올리버 페레스를 상대로 1점 홈런), 김태균 (4회 무사, 올리버 페레스를 상대로 1점 홈런), 고영민 (5회 2사, 올리버 페레스를 상대로 1점 홈런) |   |   |   |   |   |   |   |   |   |   |    |   |

## 지도자 경력
2016년 시즌 후 보류 선수 명단에서 제외됐다. 이후 현역 연장 의지를 드러냈으나 실패하고 kt 위즈의 코치직 제안을 수락하며 은퇴했다.

## 출신 학교
- 서울도신초등학교
- 서울 영남중학교
- 서울 성남고등학교

## 통산 기록
| 연도 | 팀     | 타율  | 경기수 | 타수 | 안타 | 단타 | 2루타 | 3루타 | 홈런 | 타점 | 득점 | 도루 | 도루실패 | 도루성공률 | 사사구 | 삼진 | 병살타 | 희생타 | 장타율 | 비고                                           |
| ---- | ------ | ----- | ------ | ---- | ---- | ---- | ----- | ----- | ---- | ---- | ---- | ---- | -------- | ---------- | ------ | ---- | ------ | ------ | ------ | ---------------------------------------------- |
| 2002 | 두산   | 0.100 | 16     | 10   | 1    | 1    | 0     | 0     | 0    | 1    | 1    | 1    | 1        | 50%        | 0      | 1    | 0      | 0      | 0.100  |                                                |
| 2003 | 두산   | 0.231 | 32     | 13   | 3    | 3    | 0     | 0     | 0    | 0    | 2    | 1    | 0        | 100%       | 0      | 3    | 0      | 0      | 0.231  |                                                |
| 2005 | 두산   | 0.118 | 16     | 17   | 2    | 2    | 0     | 0     | 0    | 0    | 2    | 0    | 0        | -          | 1      | 9    | 0      | 0      | 0.118  |                                                |
| 2006 | 두산   | 0.270 | 116    | 315  | 85   | 63   | 15    | 5     | 2    | 29   | 38   | 14   | 10       | 58.3%      | 36     | 59   | 6      | 8      | 0.368  | 3루타 3위                                      |
| 2007 | 두산   | 0.268 | 126    | 444  | 119  | 77   | 29    | 1     | 12   | 66   | 89   | 36   | 10       | 78.3%      | 78     | 105  | 9      | 14     | 0.419  | 득점 1위, 2루수 부문 골든글러브                |
| 2008 | 두산   | 0.267 | 126    | 427  | 114  | 87   | 15    | 3     | 9    | 70   | 84   | 39   | 9        | 81.3%      | 88     | 109  | 10     | 13     | 0.379  | 4사구 1위, 삼진 1위, 볼넷 2위, 2년 연속 30도루 |
| 2009 | 두산   | 0.235 | 85     | 281  | 66   | 46   | 11    | 3     | 6    | 29   | 59   | 12   | 4        | 75%        | 46     | 76   | 3      | 4      | 0.359  |                                                |
| 2010 | 두산   | 0.205 | 100    | 293  | 60   | 43   | 10    | 1     | 6    | 35   | 53   | 11   | 3        | 78.6%      | 48     | 67   | 4      | 3      | 0.307  |                                                |
| 2011 | 두산   | 0.210 | 93     | 176  | 37   | 28   | 5     | 1     | 3    | 16   | 31   | 6    | 6        | 50%        | 25     | 50   | 4      | 2      | 0.301  |                                                |
| 2012 | 두산   | 0.265 | 58     | 151  | 40   | 26   | 10    | 1     | 3    | 26   | 33   | 7    | 1        | 87.5%      | 16     | 28   | 5      | 5      | 0.404  | 8월 시즌아웃                                   |
| 2013 | 두산   | 0.286 | 10     | 14   | 4    | 2    | 1     | 0     | 1    | 1    | 3    | 1    | 0        | 100%       | 3      | 5    | 1      | 0      | 0.571  |                                                |
| 2014 | 두산   | 0.287 | 52     | 94   | 27   | 24   | 2     | 0     | 1    | 7    | 18   | 1    | 1        | 50%        | 11     | 18   | 3      | 2      | 0.340  |                                                |
| 2015 | 두산   | 0.328 | 41     | 67   | 22   | 18   | 1     | 0     | 3    | 11   | 13   | 4    | 2        | 66.7%      | 9      | 22   | 4      | 1      | 0.478  |                                                |
| 2016 | 두산   | 0.250 | 8      | 4    | 1    | 1    | 0     | 0     | 0    | 1    | 1    | 0    | 0        | -          | 1      | 0    | 0      | 0      | 0.500  |                                                |
| 통산 | 14시즌 | 0.252 | 879    | 2306 | 581  | 420  | 100   | 15    | 46   | 291  | 427  | 133  | 47       | 73.9%      | 361    | 553  | 49     | 22     | 0.368  |                                                |

굵은 글씨는 리그 1위 기록